# ماركوس كوكر
ماركوس كوكر (بالإنجليزية: Marcus Coker)‏ هو لاعب كرة قدم أمريكية أمريكي، ولد في 11 مايو 1992 في بلتسفيل في الولايات المتحدة.